# Luigi Dadaglio

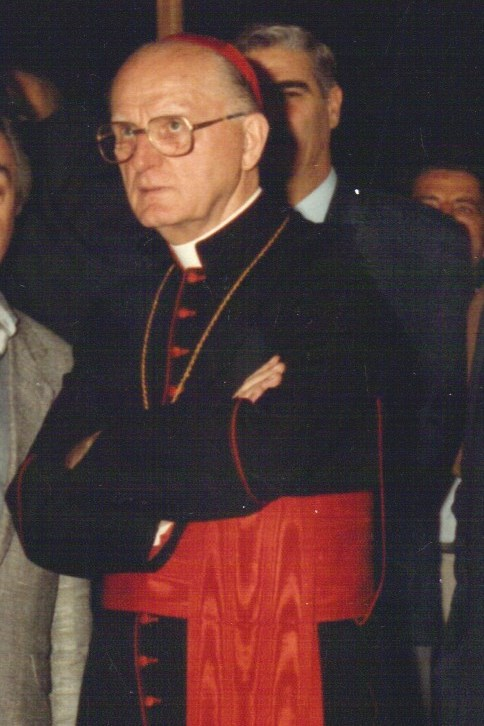
Luigi Kardinal Dadaglio (1988)

Kardinalswappen

Luigi Kardinal Dadaglio (* 28. September 1914 in Sezzadio, Provinz Alessandria, Italien; † 22. August 1990 in Rom) war ein italienischer Geistlicher, Diplomat des Heiligen Stuhls und Kurienkardinal der römisch-katholischen Kirche.

## Leben
Luigi Dadaglio studierte am Priesterseminar in Acqui die Fächer Katholische Theologie sowie Philosophie und empfing am 22. Mai 1937 dort das Sakrament der Priesterweihe. Nach einigen Monaten als Seelsorger wurde er zwecks weiterführender Studien freigestellt, so dass er von 1938 bis 1942 ein Promotionsstudium absolvierte, das er 1942 am Päpstlichen Athenaeum Lateranense sowohl mit einer Promotion im Kanonischem Recht als auch einer in Zivilrecht abschloss, ihm wurde der Akademische Grad Dr. iur. utr. verliehen.
Zudem besuchte er von 1941 bis 1943 die Päpstliche Diplomatenakademie und trat 1942 in den diplomatischen Dienst des Heiligen Stuhls ein. Dort arbeitete er zunächst im Staatssekretariat. Am 24. August 1946 verlieh ihm Papst Pius XII. den  Ehrentitel Überzähliger Geheimkämmerer Seiner Heiligkeit (Monsignore). Von 1946 bis 1950 war er Sekretär der Apostolischen Nuntiatur in Haiti und der Dominikanischen Republik.
In den Jahren 1950 bis 1953 gehörte Luigi Dadaglio zum Mitarbeiterstab der Apostolischen Delegation in den USA. 1953 und 1954 arbeitete er für die Apostolische Delegation in Kanada, von 1954 bis 1958 für die Apostolische Delegation in Australien. Am 1. Oktober 1956 verlieh ihm Pius XII. den Titel Hausprälat Seiner Heiligkeit. Von 1958 bis 1960 war Dadaglio  Nuntiaturrat in der Apostolischen Nuntiatur in Kolumbien. 1960 ernannte ihn Papst Johannes XXIII. zum Apostolischen Nuntius in Venezuela. Am 28. Oktober 1961 wurde er zum Titularerzbischof von Lerus ernannt. Die Bischofsweihe empfing Luigi Dadaglio durch Kardinalstaatssekretär Amleto Giovanni Cicognani am 8. Dezember desselben Jahres in der Kirche Santi Andrea e Gregorio al Monte Celio; Mitkonsekratoren waren Erzbischof Angelo Dell’Acqua und Giuseppe dell’Omo, Bischof von Acqui.
Luigi Dadaglio nahm in den Jahren 1962 bis 1965 am Zweiten Vatikanischen Konzil teil. Papst Paul VI. ernannte ihn 1967 zum Apostolischen Nuntius in Spanien. Papst Johannes Paul II. berief ihn 1980 als Sekretär der Sakramentenkongregation nach Rom zurück. Er nahm Luigi Dadaglio am 25. Mai 1985 als Kardinaldiakon mit der Titeldiakonie San Pio V a Villa Carpegna in das Kardinalskollegium auf und ernannte ihn zum Kardinalgroßpönitentiar. 1987 war Luigi Kardinal Dadaglio Präsident des Zentralkomitees für das Marianische Jahr. Im April 1990 legte er seine Ämter aus Krankheitsgründen nieder.
Er starb am 22. August 1990 in Rom und wurde in seinem Geburtsort Sezzadio bestattet.